# Шугу Емір Бекірович
Емір Бекірович Шугу (крим. Emir Bekir oğlu Şugu, 1887, село Дерекой Ялтинського повіту Таврійської губернії, тепер у складі міста Ялта Автономної Республіки Крим — ?) — радянський діяч, голова Ради народних комісарів Кримської АРСР. Член ВЦВК РРФСР.

## Життєпис
Народився в селянській родині. Закінчив механічне відділення Ялтинської ремісничої школи.
До 1908 року працював ремісником.
З 1908 до 1912 року служив в російській імператорській армії. З початком Першої світової війни в 1914 році знову мобілізований до російської армії.
З 1918 до 1923 року служив у Червоній армії, учасник Громадянської війни в Росії.
Член РКП(б) з 1920 року.
У 1923—1924 роках — завідувач Ялтинського земельного відділу Кримської АРСР.
У травні 1924 — травні 1925 року — голова виконавчого комітету Ялтинської районної ради Кримської АРСР.
У травні 1925 — березні 1926 року — повноважний представник Кримської АРСР при ВЦВК РРФСР.
21 березня 1926 — травень 1929 року — голова Ради народних комісарів Кримської АРСР. Будучи Головою Кримраднаркому курував у Сімферопольському районі товариство «Каяш» у рамках діяльності Кримського товариства допомоги переселенцям та розселенцям (КОППР).